# Rousset (Bouches-du-Rhône)
Pour les articles homonymes, voir Rousset.
Rousset est une commune française située dans le département des Bouches-du-Rhône, en région Provence-Alpes-Côte d'Azur.

## Géographie

### Situation
Rousset est située à 16 km d'Aix-en-Provence et à 46 km de Marseille.

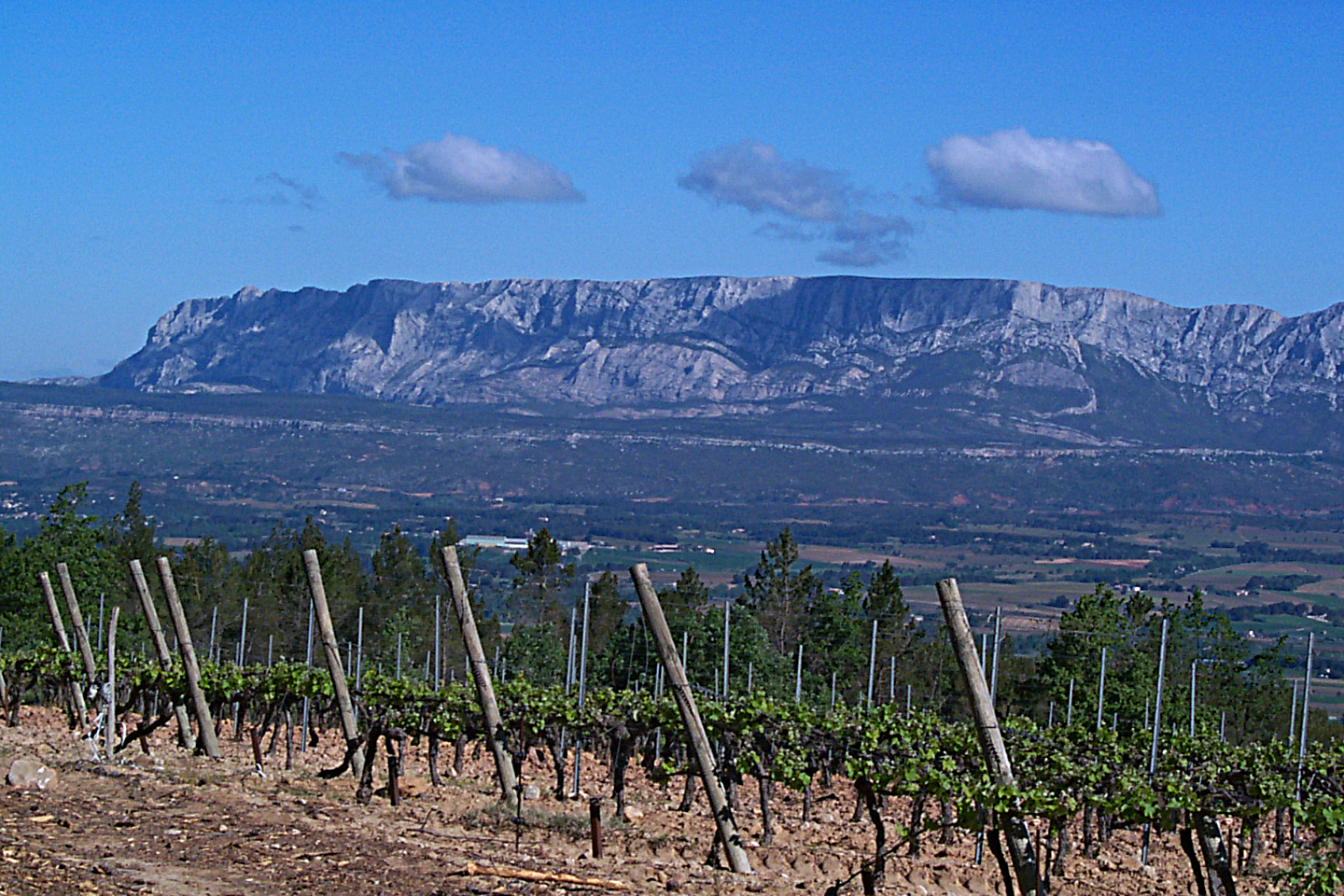
La montagne Sainte-Victoire.

Entourée des communes de Trets, Châteauneuf-le-Rouge, Fuveau, Peynier, Saint-Antonin-sur-Bayon et Puyloubier, la commune est adossée sur les contreforts du plateau du Cengle, le long du flanc sud de la montagne Sainte-Victoire.
Le village domine un paysage de vignes et d'oliviers qui s'étend jusqu'au bord de l'Arc, mais également la zone industrielle dont il est séparé par l'autoroute A8.

### Transports
La commune est traversée par la RN 7 et par l'autoroute A8, l'échangeur le plus proche de celle-ci se trouvant à 4 km sur la commune de Châteauneuf-le-Rouge.
Deux lignes de bus la desservent, la ligne Aix-en-Provence-Trets et la ligne Marseille-Trets.

### Hydrographie
La commune est arrosée par deux cours d'eau, l'Arc et un de ses affluents, l'Aigue-vive qui prend sa source dans la partie est de la Sainte-Victoire.

### Climat
Pour des articles plus généraux, voir Climat de Provence-Alpes-Côte d'Azur et Climat des Bouches-du-Rhône.
En 2010, le climat de la commune est de type climat méditerranéen franc, selon une étude du Centre national de la recherche scientifique s'appuyant sur une série de données couvrant la période 1971-2000. En 2020, Météo-France publie une typologie des climats de la France métropolitaine dans laquelle la commune est exposée à un climat méditerranéen et est dans la région climatique Provence, Languedoc-Roussillon, caractérisée par une pluviométrie faible en été, un très bon ensoleillement (2 600 h/an), un été chaud (21,5 °C), un air très sec en été, sec en toutes saisons, des vents forts (fréquence de 40 à 50 % de vents > 5 m/s) et peu de brouillards.
Pour la période 1971-2000, la température annuelle moyenne est de 13,7 °C, avec une amplitude thermique annuelle de 16,2 °C. Le cumul annuel moyen de précipitations est de 669 mm, avec 6 jours de précipitations en janvier et 2,1 jours en juillet. Pour la période 1991-2020, la température moyenne annuelle observée sur la station météorologique de Météo-France la plus proche, « Trets », sur la commune de Trets à 6 km à vol d'oiseau, est de 14,1 °C et le cumul annuel moyen de précipitations est de 667,7 mm. 
La température maximale relevée sur cette station est de 44 °C, atteinte le 28 juin 2019 ; la température minimale est de −13 °C, atteinte le 11 février 2012,,.
Les paramètres climatiques de la commune ont été estimés pour le milieu du siècle (2041-2070) selon différents scénarios d'émission de gaz à effet de serre à partir des nouvelles projections climatiques de référence DRIAS-2020. Ils sont consultables sur un site dédié publié par Météo-France en novembre 2022.

### Communes limitrophes
| Saint-Antonin-sur-Bayon | Saint-Antonin-sur-Bayon Puyloubier | Puyloubier       |
| Châteauneuf-le-Rouge    | Rousset                            | Puyloubier Trets |
| Fuveau                  | Peynier                            | Trets            |

### Toponymie
Le nom de Rousset dérive de Rossetun, Roscetum ou Roset, en raison de la couleur de la terre constituée de marnes rouges .
Rousset est également appelé Rousset-en-Provence ou Rousset-sur-Arc. [Lesquelles ?]D'autres sources [Lesquelles ?] indiquent que l'origine du nom Rousset serait simplement le nom "rosae", les fleurs figurant sur le blason.

## Urbanisme

### Typologie
Au 1er janvier 2024, Rousset est catégorisée bourg rural, selon la nouvelle grille communale de densité à 7 niveaux définie par l'Insee en 2022.
Elle appartient à l'unité urbaine de Marseille-Aix-en-Provence, une agglomération inter-départementale dont elle est une commune de la banlieue,. Par ailleurs la commune fait partie de l'aire d'attraction de Marseille - Aix-en-Provence, dont elle est une commune de la couronne,. Cette aire, qui regroupe 115 communes, est catégorisée dans les aires de 700 000 habitants ou plus (hors Paris),.

### Occupation des sols
L'occupation des sols de la commune, telle qu'elle ressort de la base de données européenne d’occupation biophysique des sols Corine Land Cover (CLC), est marquée par l'importance des territoires agricoles (71,4 % en 2018), une proportion sensiblement équivalente à celle de 1990 (71,9 %). La répartition détaillée en 2018 est la suivante : 
zones agricoles hétérogènes (30,3 %), cultures permanentes (29,1 %), terres arables (12 %), milieux à végétation arbustive et/ou herbacée (10,2 %), zones industrielles ou commerciales et réseaux de communication (9,4 %), zones urbanisées (5,8 %), forêts (3,2 %). L'évolution de l’occupation des sols de la commune et de ses infrastructures peut être observée sur les différentes représentations cartographiques du territoire : la carte de Cassini (XVIIIe siècle), la carte d'état-major (1820-1866) et les cartes ou photos aériennes de l'IGN pour la période actuelle (1950 à aujourd'hui).

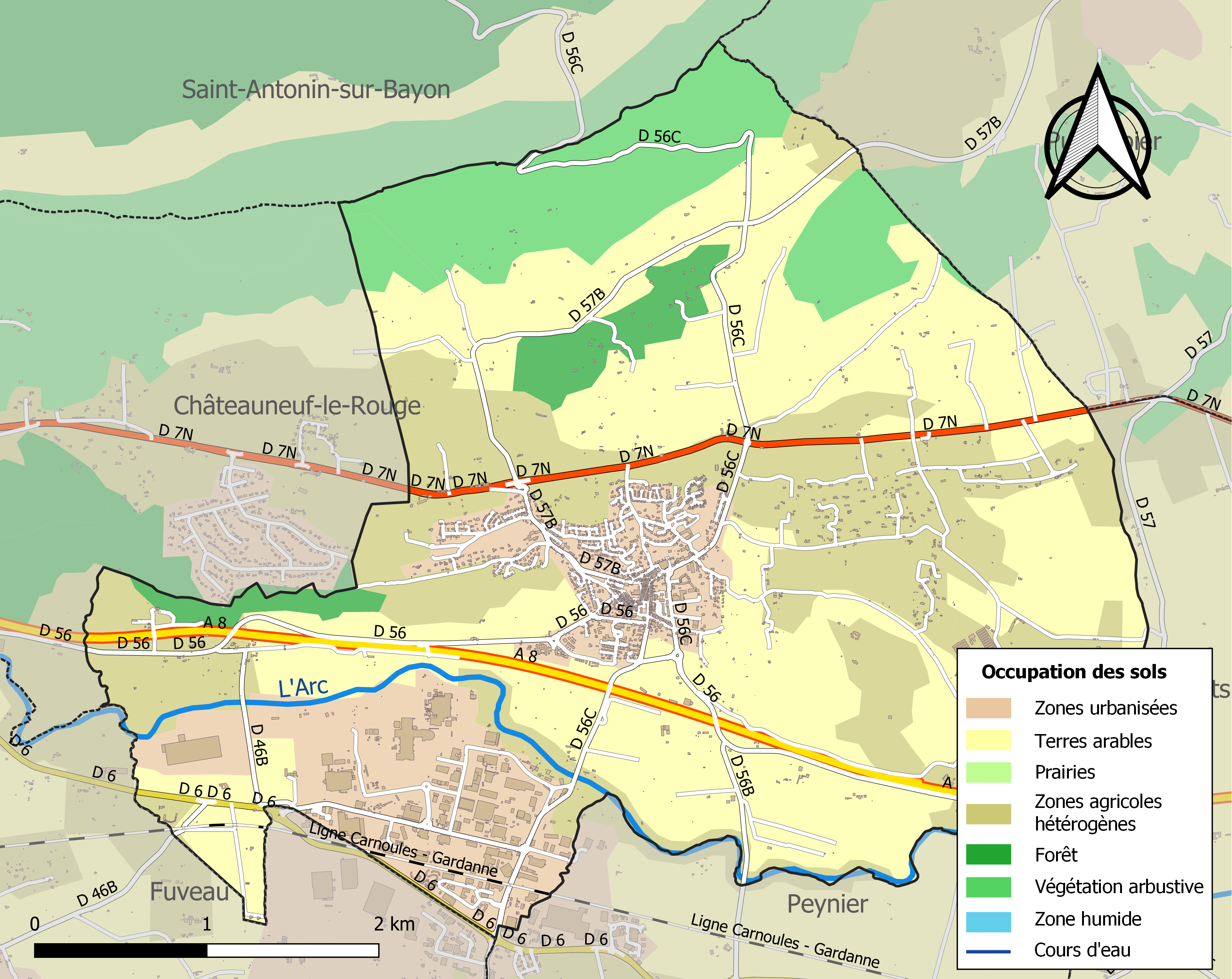
Carte des infrastructures et de l'occupation des sols de la commune en 2018 (CLC).

## Histoire
Après la mise au pas des Salyens de l'oppidum d'Entremont et la création du site d'Aix-en-Provence par les Romains, des hameaux s'installent le long de la Via Julia Augusta, tronçon ou prolongement (selon les auteurs) de la Via Aurelia. En 102 avant J.C. alors qu'ils reviennent d'Espagne, les teutons sont défaits par Marius, général romain, dans la plaine de Pourrières à 5 km de Rousset. Marius, aux troupes inférieures en nombre s'était retranché en Arles à leur passage puis les avait suivi, attendant le moment et l'endroit opportun.
Par la suite, Rousset comme la Provence et l'Italie fera partie du royaume Wisigoth puis Ostrogoth. Elle sera alors arienne avant de devenir catholique. La Provence tentera de résister aux Francs jusqu'en 536, puis aux troupes de Charles Martel et aux incursions sarrasines, alternant les alliances.
Au Moyen Âge, les hameaux se regroupent derrière des murailles surplombés par un château dont il n'existe plus que les fondations aujourd'hui. Des églises et chapelles sont édifiées.
À partir du IXe siècle, le lieu appartient à l'abbaye Saint-Victor de Marseille et aux vicomtes de Marseille. C'est en 1050 qu'apparaît la première mention écrite de Rousset dans le cartulaire de l'abbaye Saint-Victor de Marseille.
Pendant la guerre de l’Union d'Aix, qui commence après la mort de la reine Jeanne (1382), le seigneur de Rousset est partisan de Marie de Blois et engage des mercenaires bretons. En 1385, les mercenaires prennent le pouvoir et chassent le seigneur du château. En 1386, les troupes de l’Union d’Aix font le siège du château et s’en emparent.

## Politique et administration

### Administration municipale
Voici ci-dessous la répartition des sièges au sein du conseil municipal de Rousset :

### Liste des maires
| Période                                  | Période                    | Identité                 | Étiquette             | Qualité |
| ---------------------------------------- | -------------------------- | ------------------------ | --------------------- | --- |
|                                          | octobre 1864               | Joseph André Maurin      |                       | |
| octobre 1864                             | septembre 1865             | Jean-Baptiste Bonnet     |                       | Fermier, chevalier de la Légion d'honneur                                                                                                   |
| septembre 1865                           | 1866                       | Pascal Antoine Jourdan   |                       | |
| 1866                                     | 1870                       | Pierre François Lapierre |                       | Notaire |
| 1870                                     | 1871                       | Abel François Maurin     |                       | |
| 1871                                     | 1873                       | Pierre François Lapierre |                       | Notaire |
| 1873                                     | 1874                       | Louis Paul Froment       |                       | |
| 1874                                     | 1876                       | Jean-Baptiste Decombis   |                       | |
| 1876                                     | novembre 1886              | Louis Paul Froment       |                       | Marchand de vin |
| avril 1887                               | mai 1888                   | Lazare Négrel            |                       | |
| mai 1888                                 | avril 1892                 | Antoine Augustin Couton  |                       | Cultivateur |
| juin 1892                                | janvier 1904               | Fortuné Honorat Négrel   |                       | Négociant en liqueurs |
| juin 1904                                | avril 1908                 | Léopold Maunier          |                       | |
| mai 1908                                 | mai 1912                   | Antoine Jourdan          |                       | |
| juillet 1912                             |                            | Joseph Négrel            |                       | |
| Les données manquantes sont à compléter. |                            |                          |                       | |
| mai 1945                                 | octobre 1947               | Julien Jouvencel         | PCF-FTPF              | Cultivateur |
| Les données manquantes sont à compléter. |                            |                          |                       | |
| mars 1959                                | mars 1965                  | Laurent Vidal            |                       | |
| mars 1965                                | mars 1977                  | Louis Alard              |                       | |
| mars 1977                                | mars 1983                  | Marcel Gautier           |                       | |
| mars 1983                                | mars 1989                  | Pierre Long              |                       | |
| mars 1989                                | mars 2024                  | Jean-Louis Canal         | PS puis LFD13 puis RE | Rédacteur retraité Conseiller régional de Provence-Alpes-Côte d'Azur (2004 → 2015) Vice-président de la CA du Pays d'Aix Décédé en fonction |
| juin 2024                                | En cours (au 21 juin 2024) | Philippe Pignon          | SE                    | Pharmacien Premier adjoint au maire (2022 → 2024)                                                                                           |

### Jumelages
- Kirkop (Malte) depuis 2005[17].
- Larciano (Italie) depuis 2013[18].

## Population et société

### Démographie
L'évolution du nombre d'habitants est connue à travers les recensements de la population effectués dans la commune depuis 1793. Pour les communes de moins de 10 000 habitants, une enquête de recensement portant sur toute la population est réalisée tous les cinq ans, les populations de référence des années intermédiaires étant quant à elles estimées par interpolation ou extrapolation. Pour la commune, le premier recensement exhaustif entrant dans le cadre du nouveau dispositif a été réalisé en 2004.

En 2022, la commune comptait 5 357 habitants, en évolution de +11,35 % par rapport à 2016 (Bouches-du-Rhône : +2,48 %, France hors Mayotte : +2,11 %).
| 1793 | 1800 | 1806 | 1821 | 1831 | 1836 | 1841 | 1846 | 1851 |
| ---- | ---- | ---- | ---- | ---- | ---- | ---- | ---- | ---- |
| 436  | 560  | 573  | 672  | 874  | 711  | 827  | 805  | 808  |

| 1856 | 1861 | 1866 | 1872  | 1876 | 1881 | 1886 | 1891 | 1896 |
| ---- | ---- | ---- | ----- | ---- | ---- | ---- | ---- | ---- |
| 895  | 981  | 991  | 1 109 | 853  | 777  | 730  | 693  | 684  |

| 1901 | 1906 | 1911 | 1921 | 1926 | 1931 | 1936 | 1946 | 1954 |
| ---- | ---- | ---- | ---- | ---- | ---- | ---- | ---- | ---- |
| 668  | 683  | 713  | 862  | 705  | 721  | 701  | 763  | 736  |

| 1962 | 1968  | 1975  | 1982  | 1990  | 1999  | 2004  | 2006  | 2009  |
| ---- | ----- | ----- | ----- | ----- | ----- | ----- | ----- | ----- |
| 845  | 1 191 | 1 559 | 2 078 | 2 942 | 3 617 | 4 025 | 4 085 | 4 393 |

| 2014  | 2019  | 2022  | - | - | - | - | - | - |
| ----- | ----- | ----- | - | - | - | - | - | - |
| 4 730 | 4 918 | 5 357 | - | - | - | - | - | - |

### Enseignement
La commune est équipée de deux crèches Les Frimousses pour les bébés de 3 à 12 mois et Trampoline, pour les enfants de 9 mois à 6 ans, d'une école maternelle, d'une école primaire groupe scolaire Albert-Jouly et aussi d'un collège Jean Zay. Le lycée le plus proche est le lycée Émile-Zola situé à Aix-en-Provence.

### Manifestations culturelles et festivités
- Présentation de la saison culturelle
- les Feux de la Saint-Jean,
- la fête de la Musique en juin,
- la fête votive de la Saint-Privat,
- Fête Nationale,
- Soirées à thème avec ou sans repas à la salle des fêtes,
- Concert Rock sous les platanes,
- Concert Country sous les platanes,
- Concert D.J. sous les platanes,
- Marché des Produits du Monde,
- Illuminations de Noël,
- Fête des Voisins.

### Santé
La ville a, à sa disposition :
- 4 médecins
- 1 pharmacie
- 1 dentiste
- 1 laboratoire d'analyses de biologie médicale

ainsi que des kinésithérapeutes, ostéopathe, pédicure podologue, psychologue et psychothérapeute.

### Sports
Rousset est riche en clubs et associations sportives. On peut y pratiquer les arts martiaux, l'athlétisme, le basket, la pétanque, la chasse, la course à pied.
Mais encore, la danse, l'enduro, l'expression corporelle, le football, la natation, la pêche, la randonnée, le sport mécanique, le tennis, le tennis de table, le tir à l'arc, le vélo et la photographie.
Le village compte un club omnisports très populaire, le FC Rousset SVO, qui est connu pour sa section football évoluant en National 2 depuis 2025.

## Économie

### Agriculture
La production agricole est dominée par la viticulture.
Avec une production annuelle de 28 000 hectolitres sur 560 ha de vignes, les 250 viticulteurs proposent des vins rosés et rouges d'appellation d'origine contrôlée, des cuvées spéciales, des vins de pays et des vins de table.
- AOC côtes-de-provence ;
- AOC côtes-de-provence bio ;
- AOC côtes-de-provence Sainte-Victoire ;
- AOC Palette ;
- vin de pays des Bouches-du-Rhône.

### Industrie
La zone industrielle de Rousset a fêté ses 50 ans en 2011. Elle compte plus de 130 entreprises implantées sur 210 hectares. La seule commune de Rousset compte plus de 7 000 emplois ; avec Peynier et Fuveau, les deux communes mitoyennes sur lesquelles s'étend aussi la zone industrielle, on compte plus de 200 entreprises et environ 8 000 emplois.
- STMicroelectronics constitue la pierre angulaire de l’activité de la zone ; d’autres activités comme le photovoltaïque, la santé, le métal, le maritime, le bois, les matériaux, l’environnement, ou encore la logistique (Lidl)et le service constituent l’écosystème industriel de Rousset et de la Haute Vallée de l’Arc.
- L'usine SPS (Smart Packaging Systems), aujourd'hui filiale de INGroupe (ex-Imprimerie Nationale), emploie environ 200 p. dans les composants électroniques de sécurité[23].

## Culture et patrimoine
La commune a été récompensée par deux fleurs au concours des villes et villages fleuris 2007.

### Lieux et monuments

#### Gisements paléontologiques
En 1930, un agriculteur trouve dans son champ des fragments de coquilles d'œufs fossilisés. Les recherches faites révèlent un riche gisement d'œufs fossiles datant du crétacé supérieur comportant des milliers de débris de coquilles mais également des œufs entiers regroupés en pontes. Un espace de 106 ha, d'un accès réservé aux chercheurs, a été classé en réserve naturelle.

#### Domaine de Favary
Domaine donné par Geoffroi, vicomte de Marseille et d'Anjou en 1050 à l'abbaye Saint-Victor de Marseille.
On peut y voir une borne milliaire de la voie Aurélienne, dite pierre d’Antonin et datée de 146. Celle-ci a été trouvée en 1889 déjà retaillée, en creusant les fondations d'un lavoir. Son inscription indique la distance de 7 milles avec la cité antique Aquae Sextiae, actuelle Aix-en-Provence.

#### La chapelle Saint-Privat
L'existence de cette chapelle est attestée depuis 1079. Construite sur des vestiges romains, elle est détruite par les Sarrasins, la chapelle actuelle date du XIIe siècle.
Sa façade, surmontée d'un campenard, est de style art roman avec un portail en plein cintre au-dessus duquel se trouve un oculus.
À l'intérieur de la chapelle, une voûte en berceau plein cintre court jusqu'à l'abside. À côté de l'autel se trouvent deux ex-voto, dont un est daté de 1866.

#### Coopérative vinicole
Située au quartier Saint-Joseph, la coopérative vinicole a été construite en 1919 par l'entrepreneur Mistre sur les plans de l'architecte Collomp.
Certaines parties du bâtiment ont été inscrites à l'inventaire général du patrimoine culturel : l'entrepôt agricole, le cuvelage, le pont bascule, le bureau et le logement.

#### Autres lieux et monuments

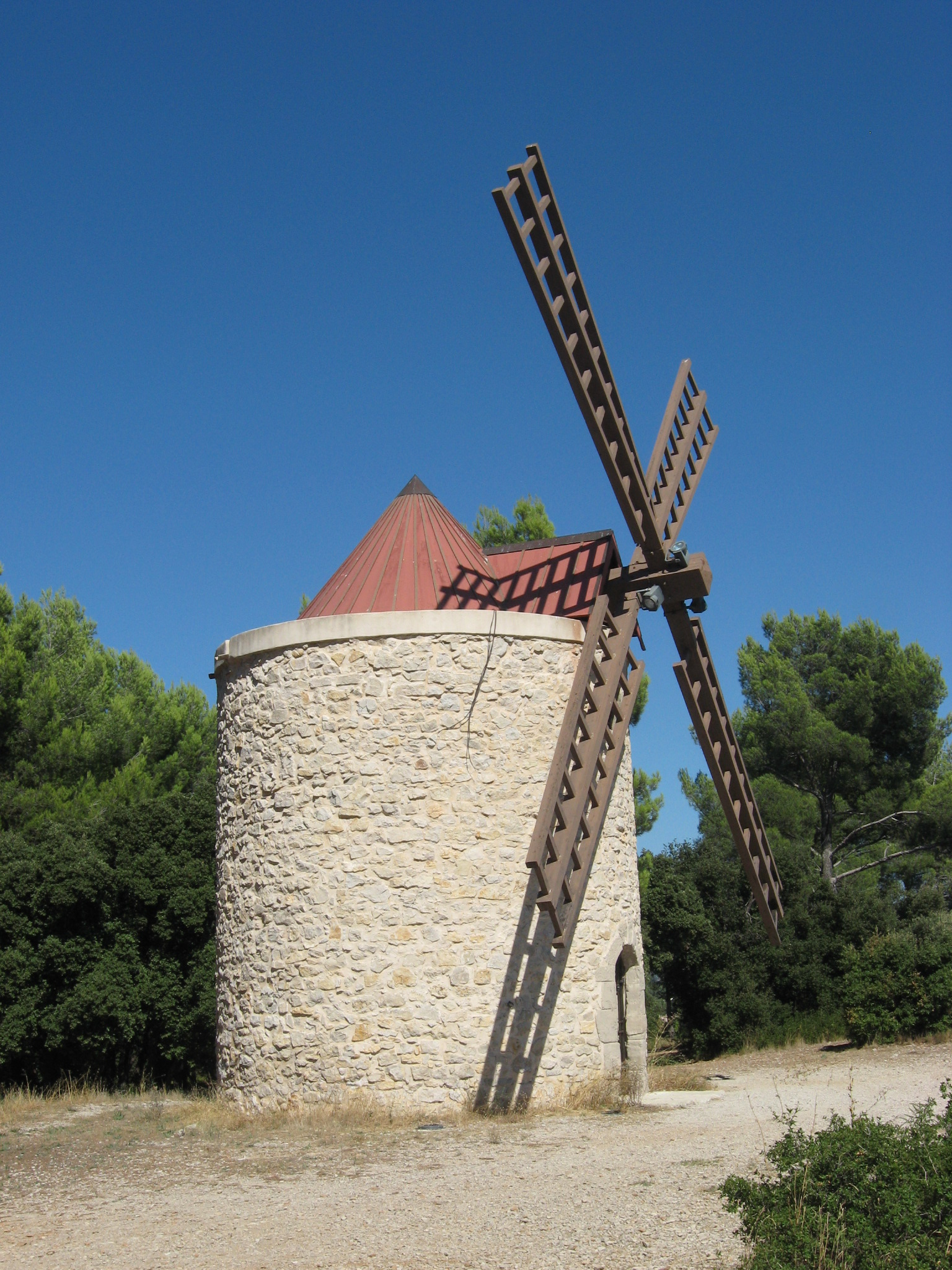
Le moulin de Rousset.

- Église de l'Immaculée-Conception XIXe siècle : haute façade encadrée de deux tours-clocher.
- Église Sainte-Marie romane, ancienne église paroissiale, au cimetière. Église détruite par la municipalité dans les années 2000, la veille des Journées Européennes du Patrimoine.
- Chapelles rurales romanes Saint-Pierre-de-Favaric (privée) et Saint-Privat.
- Chapelle du Calvaire (privée). XIXe siècle, construite par l'abbé Meissonnier, restaurée de 1995 à 2014. Vitraux de 2002, représentant la Genèse création de Reine Colin[27].
- Oratoires de Saint-Privat et de Saint-Marc.
- Le moulin.

La ville a été marquée par un homme : Paul Borde . C'était un agriculteur qui vendit un de ses champs pour en faire le place du village où se trouve la mairie aujourd’hui.

### Personnalités liées à la commune
Jean Joseph Hippolyte Romain Ferrat, dit "Sextius" (1822-1882).
Sculpteur issu d'une famille des artisans de la pierre, il fréquente l'école de dessin d'Aix-en-Provence, puis les Beaux-arts de Paris. Élève de James Pradier auquel il était attaché, il est introduit dans les salons auprès de Gustave Flaubert, Louise Colet, Victor Hugo…
Il est l'auteur de plus de cinq cents œuvres, dont la statue de Paul Borde sur la place du village et la statue de la Vierge de l'église de Rousset. Quelques-unes de ses œuvres sont au musée Granet, salle de sculpture du XIXe siècle et au musée Arbaud, dont la magnifique "Chute d'Icare" (1855) et son portrait peint par Julienne, « bel homme » comme le disait Flaubert. D'autres œuvres sont présentes dans la ville d'Aix-en-Provence, à Marseille et dans toute la région : Calas, Gardanne, Saint-Pons à Gémenos...
Félibre, il a sculpté le buste de Mistral pour la première de « Mireille ». Son ouvrage « Visite à la Ville d'Aix de Phidias le moderne et de Sextius un de ses élèves » est consultable à la bibliothèque Méjanes. Il meurt à l'hôpital d'Aix, sans argent mais en ayant bien vécu. Il est enterré au cimetière Saint-Pierre à Aix-en-Provence, allée 3, aux côtés de son frère Charles.

### Héraldique
| Armes de Rousset | Les armes peuvent se blasonner ainsi : D'or à un rosier de sinople fleuri de roses de gueules. |